# ボーイフレンド (惣領冬実の漫画)
『ボーイフレンド』は、惣領冬実による日本の漫画作品、及びそれを原作としたアニメ作品。1985年から1988年に、『週刊少女コミック』（小学館）に連載された。1987年、第33回小学館漫画賞少女部門受賞作。作者にとって初の長編連載作品だった。単行本はフラワーコミックスから全10巻が、文庫版は小学館漫画文庫、講談社コミックスフレンドBからそれぞれ全6巻が発行された。

## あらすじ
気性が激しく、クールな高刀柾。クラスメイトだが事情があり2歳年上の結城可奈子。新任の体育教師で可奈子の幼なじみ・仲津川荘。天性のバスケの才能を持つアキラ。
柾と可奈子は自然と惹かれ合うが、荘やアキラとの三角関係に発展する。4人が紡ぎ出す恋の物語。

## 登場人物

### 主要人物
高刀 柾（たかとう まさき）
主人公。高校2年生。4人兄弟の三男。中学時代、バスケ部を全国優勝に導いたが、傷害事件を起こして高校を退学になり、現在の高校には父親のコネで転入した。そんな経緯もあって、周囲が遠巻きにする中、唯一、気にかけてくれる可奈子の存在を、時に疎ましく思いながらも、次第に惹かれあっていく。しかし年上である可奈子への引け目、家庭でのいざこざや実力の差から来る部員たちとの軋轢、荘やアキラなど可奈子を取り巻く男性の存在に苛立ち、心にもない暴言を吐いて、彼女を傷つけてしまうことも多い。反面、可奈子の体調を常に気遣うなど、不器用な優しさを見せる。中学卒業以来、バスケとは縁を切っていたが、荘に求められ入部、彼の一存でキャプテンとなる。生来は左利きだが、父親によって右利きに矯正された。
中盤以降、可奈子に残された余命が僅かであることを知ると、終始まとわりついていたまみをきっぱりと拒絶し、2人の仲をやっかむ女子を冷たく切り捨てるなど、はっきりとした態度を見せ始める。しかし可奈子から、それは憐みだと否定されることに。まみの他にも、彼に憧れる同級生だけでなく、アキラの彼女や義母である冴子、スポーツ記者の伊東など、作中ほとんどの女性から、なにかしらの好意を抱かれる存在だが、可奈子への想いは一度も揺らぐことはなかった。見た目からは想像もつかないことだが、女性の扱いには全く慣れていない（作中で何度か童貞であると明言されている）。可奈子との間に肉体関係を持つ機会が訪れても、欲望より傷つけてしまうことを恐れて、プラトニックなままだった。
結城 可奈子（ゆうき かなこ）
ヒロイン。柾のクラスメイト。生まれつき心臓が弱く、度々休学していたため、学年は同じだが、柾よりも2歳年上。大人っぽく端麗な容姿と面倒見がよく落ち着いた物腰から、クラスメイトから「可奈子さん」と呼ばれ、男女の別なく慕われている。小学生の頃の夢は「荘との結婚」だったが、荘と姉・乃里子のキスを目撃してしまい、ショックを受ける。その際、取り乱して辛く当たったことがきっかけで、姉を交通事故で失うことに。姉の死に責任を感じ、以降、はっきりと態度を表出すことができなくなった。酔っ払いに絡まれているところを柾に助けられ、次第に自分とは異なり、激しさと強さを持つ柾のことばかり考えるようになり、やがて付き合うことに。理性的かつ温厚な性格だが、自身の病のことで悩み、まみをはじめとする柾に好意を寄せる少女たちの存在を脅威に感じるあまり、執拗に絡んで、自己嫌悪に陥ることも。まみの激白を聞いて、かつて姉の恋人、荘に心を寄せていた自分と重ね合わせてしまうため、彼女に対しては強い態度を取ることが出来ずにいる。柾との関係に悩んでいる時、検査入院した病院の主治医の息子・アキラと知り合い、自分を見つめ直すきっかけとなる。検査の結果、手術をしても成功するかどうか分からないと伝えられ、一時は分の悪い賭けをするよりも、限られた時間を柾と共に過ごそうとするも、柾を失う恐怖と執着、そして病気のことで彼に甘え、縛りたくないと、一縷の望みに託して、危険な手術へと踏み切った。
仲津川 荘（なかつがわ そう）
新任の体育教師。可奈子とは幼なじみ。大学時代、全日本チームに選抜され活躍したが、アキレス腱を切ってしまいバスケを断念。コーチとして陵北高校バスケ部を全国一に押し上げたが、可奈子の身体を心配で2人と同じ高校に教師として赴任する。高校時代、可奈子の姉・乃里子と相思相愛だったが、交通事故で彼女を失う。同じ年頃になった可奈子に彼女の面影を見ており、病気のことを承知でプロポーズするが、きっぱりと断られる。反抗的な柾を挑発するが、同時に彼のバスケセンスや体力を見込んでおり、やがて最大の理解者となる。結果、柾にもっと高みを目指して欲しいと願うようになり、一途すぎる柾と可奈子の関係に、嫉妬とは別の危惧を抱くようになり、2人に度々忠告する。終盤、望みの薄い手術に賭けようとする可奈子の決意に涙し、想いを激白するなど、荘の好意に対して、可奈子はただの同情心からと来るものと思い込んでいたが、決してそれだけではなかった模様。エピローグにて、冗談めかして羽生をデートに誘ったが、それをきっかけに彼女から告白を受ける。
曽笛 亜樹良（そふえ あきら）
通称・アキラ。横浜の陵北高校の生徒。2年生。ポジションはセンター。米国人と日本人の混血で、中学まで米国で過ごした。3歳の時、米国人の母親が亡くなり、その後、父親は日本人と再婚したため、感覚的には日本人。柾に負けず劣らず口が悪く、ガラが悪い。柾のガールフレンドだと知らずに可奈子と知り合い、強引に迫る。後に祖父が院長を務める病院に検査入院した可奈子と再会し、親身に接するようになる。愛人の車を運転して、事故を起こした母親の死がきっかけで、男女関係に関しては特に冷淡であり、自分のガールフレンドが男に絡まれていても、問題を起こしたくないあまり、平気で見捨てようとするほど。そんな経緯もあって、柾に嫌悪感を抱かせた反面、発作を起こした可奈子を介抱し、入院中も毎日見舞いに来るなど、細やかな気づかいを見せる。後に柾と和解し、悪友のような間柄となる。

### 柾たちの友人・知人
林野 まみ（はやしの まみ）
女子バスケ部。柾や可奈子と同じ2年生だが、クラスは別。柾に一方的な好意を抱き、告白するが、きっぱりとフラれる。柾が可奈子しか見ていないことを知っても諦めきれず、その後も何かと付き纏う。フラれた当初は強引にキスしたり、自分を避けようとする柾を挑発したりと、何かと挑戦的な態度を見せたが、友達でもいいと柾を納得させてからは落ち着いた。人前であっても平気でベタベタと接するため、柾のファンからはガールフレンドである可奈子以上に疎ましがられている。尾木の忠告を聞いても、偽善者と決めつけるなど、強気な発言こそ目立つが、可奈子に悪感情を持ってはおらず、単なる無神経である模様。ただし可奈子が嫉妬を滲ませた時には、いち早くそれを察し、咄嗟に身を引くなど、一応の気遣いは持っている。最初はうるさがっていた柾も、可奈子とは違った陽気さや一途さに惹かれ、恋愛感情とは別に、彼女のことを気にかけるようになる。しかし中盤以降、心に余裕が持てなくなった柾から完全に拒絶され、強いショックを受けた。以降は疎遠となるが、可奈子の手術後、和解すると同時に、彼から尾木との交際を勧められた。
尾木 透（おぎ とおる）
1年生。柾のプレーに憧れて、バスケ部に入部。ずっと以前から可奈子にも惹かれていたため、彼女の心情を思い、2人の仲をかき回さないでほしいと、まみに忠告するなどしていたが、逆に強く反発される。次第にまっすぐなまみの動向が気になるようになり、彼女が柾に拒絶された時には、もっと優しくしてやってほしいと願い出るなどしていた。
バスケにおいても、柾に遠く及ばないまでも、早々にレギュラーを獲得するなど、頭角を現し出し、次代のエースとして注目されることになる。後にまみと付き合うことに。
古賀（こが）
柾のクラスメイト。弱小バスケ部に柾を勧誘する。柾の才能に嫉妬し、嫌味をいってしまったこともあるが、孤立しがちな柾とは、当初から比較的仲がいい存在である。
戸川 亜季（とがわ あき）
柾のクラスメイト。可奈子とは最も親しい。可奈子の恋に真っ先に気づき、その後も相談を受けたり、2人の仲をかき乱そうとするまみを敵視するなど、全面的に可奈子の味方をする。後に柾に頼まれ、条件付きでバスケ部のマネージャーになる。
羽生 恵（はにゅう めぐみ）
女子バスケ部キャプテン。レイアップがきれい、と荘に誉められる。当初は体育館の使用権を巡って、強引な荘と衝突していたが、その後は好意を抱くようになり、後に告白する。可奈子とは互いに、荘との仲、柾との仲を疑い、軽い口論の後、すぐに和解へ至った。
中原 みゆき（なかはら みゆき）
柾のクラスメイト。1年生の時、柾が目の前で破ったラブレターの送り主だと噂されている。嫉妬心からか、柾の彼女である可奈子になにかと辛く当たるようになり、可奈子が発作を起こした折、飛んできた柾の剣幕と、2人の親密な様子を意地悪くあてこすったが、一蹴された。
大場（おおば）
陵北高校バスケ部の監督。荘の高校時代の恩師であり、怪我をした荘にコーチになることを進めた。柾と荘のように、学生時代の荘とは何度も対立したが、実は一番親身になってくれていた。横柄で口は悪いが、悪い人間ではないとのこと。
伊東（いとう）
月刊スポーツマガジンの記者。学生時代は荘のことが好きで、荘と相思相愛であった乃里子に嫉妬していた。柾と可奈子の姿に当時の荘と乃里子の姿をダブらせて、柾にちょっかいをかけ、可奈子を動揺させたが、悪気はなかった。

### 柾たちの親族
高刀 正（たかとう ただし）
柾の兄。4人兄弟の長男。真面目な会社員。
高刀 正雄（たかとう まさお）
柾の兄。4人兄弟の次男。大学生。柾ほどではないが奔放。ヘヴィスモーカー。顔立ちは柾と良く似ている。見た目こそ軽いが、柾の話によれば、長兄共々優秀らしく、柾の猛勉強の際には協力を申し出たことも。また、柾が自分たち家族よりも可奈子に依存していることを見抜いていた。
高刀 正彦（たかとう まさひこ）
柾の弟。4人兄弟の末っ子。小学生だが、柾よりしっかりしていて可愛げがないが、家出した母親が返ってきた時に泣き出すなど年齢相応なところも見せる。正と正雄のことは“兄さん”と呼ぶが、柾のことは“兄ちゃん”と呼ぶ。高刀家では唯一の柾の理解者・協力者である。柾同様に左利きで、父親によって矯正されている。柾の言によればIQ180の天才児とのこと。
柾の父親
厳格だが、家庭のことは妻に任せきり。学力偏重主義で、中学時代、バスケで全国優勝を果たしても認めず、柾の屈折の原因となる。作中に於いて、何度も柾と衝突するが、それに反発した妻の度重なる家出、家族からの非難などで多少丸くなった模様。電話口での声が柾と瓜二つらしく、一計を案じた柾が、父のふりをして、謝罪の電話を入れ、意地を張る母と和解させた。
高刀 美和子（たかとう みわこ）
柾の母親。いつも和服。度々怒鳴り合う柾と夫を宥める役目。柾を妊娠中、生まれてくるのは女の子と信じきていたが期待が外れてしまい、柾の世話に親身になれなかったのを悩んでいる。一見、しとやかな良妻賢母タイプの女性だが、気が強く、作中何度も家出している。
可奈子の母親
可奈子と乃里子の母親。もともと病弱な可奈子に対しては過保護気味だったが、乃里子を事故で失ってからはよりその傾向が強くなった。可奈子が発作を起こしたり、帰りが遅くなったり、体調を崩すたびに血相を変える。娘をいつも手元に置きたがっているため、いつでも学校をやめさせてもいいと考え、柾と離れたくない可奈子とは度々衝突した。
可奈子の父親
可奈子と乃里子の父親。温厚で優しく、神経質な妻と病弱な娘、2人の間の緩衝材になっている。実は男の子が欲しかったため、柾を気に入っており、エピローグでは来る度、将棋に付き合わせるため、それを嫌った可奈子に将棋盤を隠されて嘆く場面も見られた。
田中 美智子（たなか みちこ）
正の婚約者。正に連れられ高刀家を訪れた時に、大声で怒鳴り散らす父親や包丁を振り回す母親などの恐ろしい惨状を目の当たりにし、一度は婚約を解消したが、正を忘れられず、再び婚約する。柾に正と関係したか聞かれた際には、大声で否定していた、昨今、珍しい古風なタイプの女性。
アキラの父親
医師。加奈子の主治医。米国でのインターン時代に、売れない役者だったアキラの母親と結婚し、アキラが生まれる。3年後、妻は交通事故で亡くす。同じく医師で病院長である父親（アキラの祖父に当たる）に日本に呼び戻される。
曽笛 冴子（そふえ さえこ）
アキラの義母（父親の再婚相手）。再婚当時22歳で、アキラは中学生だったため、アキラとは姉弟のような仲。現在妊娠7カ月。後に可奈子に助けを求められ、父親といさかいを起こした挙句、雨の中彷徨い、肺炎を起こしかけた柾を介抱した。

## テレビアニメ
放送時間は1992年2月11日19時00分から20時54分までテレビ東京放送された、全1話。

### 声優
- 高刀柾 - 辻谷耕史
- 結城可奈子 - 日髙のり子
- 仲津川荘 - 井上和彦
- 曽笛亜樹良 - 矢尾一樹
- 戸川亜季 - 水谷優子
- 可奈子の父 - キートン山田
- 可奈子の母 - 滝沢久美子
- 柾の父 - 梅津秀行
- 柾の母（美和子） - 関根明子
- 高刀正雄 - 塩沢兼人
- 高刀正彦 - 井上瑤
- 林野まみ - 横山智佐
- 羽生恵 - 冬馬由美
- 尾木透 - 山口勝平
- 古賀 - 子安武人

### スタッフ
- 企画 - 和田豊、木森一隆
- 製作 - 小泉洋（東芝EMI）、今西和人（テレビ東京）、橋本清（KDDクリエイティブ）
- 原作 - 惣領冬実
- 脚本 - 小出一巳
- 絵コンテ - 四分一節子、冨永恒雄
- 演出 - 五月女有作
- キャラクターデザイン・作画監督 - 小林ゆかり
- サブ・キャラクターデザイン・作画監督 - 池田裕治
- 美術監督 - 脇威志
- 撮影監督 - 岡崎英夫、藤田正明
- 音響監督 - 松浦典良
- 音楽監督 - 神井裕行
- アニメーションプロデューサー - 松崎義之、関口重晴
- アニメーション制作 - マジックバス
- 監督 - 出﨑哲

### 主題歌
オープニングテーマ「卒業写真」
作詞・作曲 - 荒井由実 / 編曲 - 新川博 / 歌 - 仲代奈緒（東芝EMI）
エンディングテーマ「手の中の星座」
作詞 - 吉元由美 / 作曲・編曲 - 勝山俊一郎 / 歌 - 仲代奈緒（東芝EMI）